# Bibighar

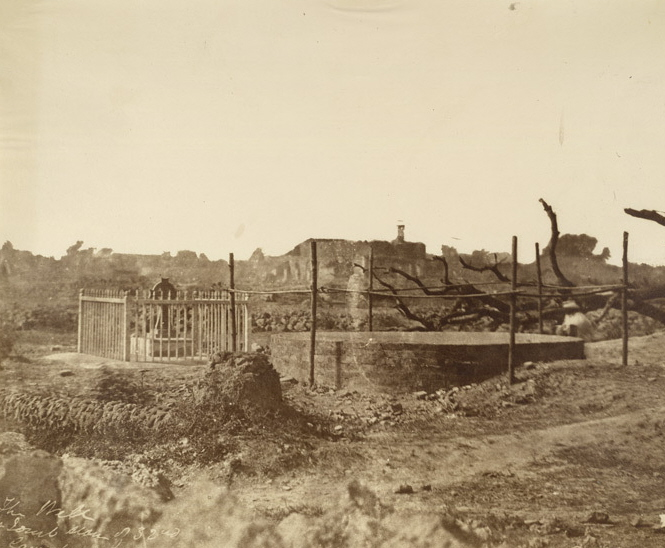
Der Brunnen in Kanpur, in den die Körperteile der erschlagenen britischen Frauen und Kinder geworfen wurden

Bibighar (Hindi: बीबीघर, bībīghar; Frauenhaus) war die Bezeichnung des Hauses in Kanpur, in dem 1857 73 Frauen und 124 Kinder während des Indischen Aufstands zunächst gefangen gehalten und am 16. Juli 1857 massakriert wurden. Es gilt als das schlimmste Massaker an britischen Zivilpersonen während des Aufstands.

## Verlauf
Bei den meisten im Bibighar festgesetzten Personen handelte es sich um Überlebende der Belagerung von Kanpur und des Massakers am Sati Chowra. Diese britische Garnisonstadt hatte sich über mehrere Wochen den aufständischen indischen Truppen erfolgreich widersetzen können. Angesichts der einsetzenden Regenzeit nahmen die Engländer das Angebot Nana Sahibs an, das ihnen bei Kapitulation freien Abzug versprach. Bei der Besteigung der Boote am Sati Chowra, von dem aus sie den Ganges hinunterfahren sollten, eröffneten die Aufständischen jedoch das Feuer. Die überlebenden englischen Männer wurden an Ort und Stelle umgebracht. Etwa 125 Frauen und Kinder wurden zurück nach Kanpur gebracht und im Bibighar gefangen gesetzt. Die Zahl der in diesem verhältnismäßig kleinen Haus Inhaftierten betrug insgesamt über 200 Personen. Bei den übrigen Gefangenen, fast ausnahmslos ebenfalls Frauen und Kinder, handelte es sich zum größten Teil um Flüchtlinge der Belagerung von Fatehgarh. Sie waren aus Fatehgarh geflohen, da sie glaubten, in der größeren Garnison von Kanpur Schutz zu finden.
Die Bedingungen in dem völlig überfüllten Haus hatten zur Folge, dass innerhalb der ersten Woche knapp 25 Personen Krankheiten erlagen. Als sich General Henry Havelock mit britischen Truppen der Stadt näherte, ließ Nana Sahib die Gefangenen ermorden. Die wenigen Männer wurden von aufständischen Sepoys erschossen. Diese vormals zu den britischen Truppen zählenden indischen Soldaten weigerten sich jedoch auch die Frauen und Kinder zu ermorden. Es wurden dann fünf nicht den Sepoys zugehörige Personen beauftragt, darunter zwei Metzger aus dem Basar von Kanpur und eine Person, die zur Leibgarde des indischen Fürsten gehörte. Sie brachten im Bibighar die dort gefangen gehaltenen Personen mit Äxten, Beilen und Säbeln um. Die Ermordung der britischen Zivilpersonen zog sich über mehrere Stunden hin.
Einige der Frauen überlebten gemäß dem späteren offiziellen britischen Bericht die Nacht. Sie wurden gemeinsam mit den Leichen aus dem Bibighar geschafft. Die meisten wurden dabei an den Haaren aus dem Haus gezogen, so dass die später eintreffenden britischen Truppen eine deutliche Schleifspur vom Haus zu dem Brunnen fanden, in den die meisten der Leichen – und nach dem britischen Bericht auch die wenigen, die ihren schweren Verletzungen noch nicht erlegen waren – geworfen wurden. Zuvor hatte man denen, die noch verwertbare Kleidung trugen, diese ausgezogen.

## Auswirkung

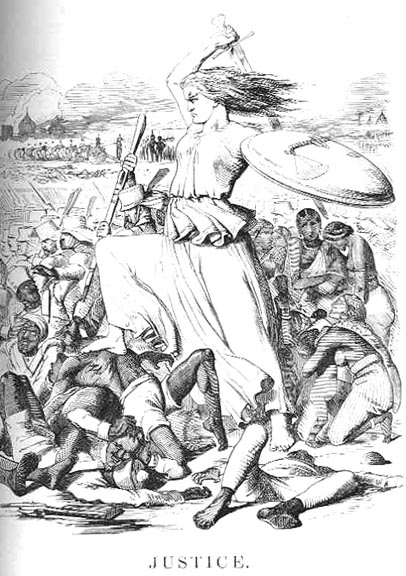
Großbritannien nimmt Rache für die Massaker im Rahmen des Indischen Aufstands

Britische Truppen trafen kurz nach dem Massaker in Kanpur ein und fanden das Haus mit zahlreichen Hinweisen auf das Massaker vor. Alle Böden des Hauses waren blutverschmiert, an den Wänden fanden sich blutige Handabdrücke. Überall lagen blutverschmierte Fetzen von Kleidungsstücken, Hüten und Schuhen. Die britischen Soldaten beschrieben in zahlreichen Briefen an ihre Familien in Großbritannien das Vorgefallene. Viele der Soldaten versicherten ihren Angehörigen, dass man für dieses Massaker entsprechende Rache nehmen würde. James Neill, dem von Henry Havelock die Oberbefehlsgewalt über das nun wieder in britischer Hand befindliche Kanpur erteilt wurde, nahm den Vorfall zum Anlass, sehr harte Vergeltungsmaßnahmen zu rechtfertigen. Nahezu jeder Sepoy, der in die Hände britischer Truppen fiel, wurde hingerichtet, auch wenn die Beweislage, dass er am Aufstand oder an den zuvor stattgefundenen Massakern beteiligt war, nur sehr dünn war. Vor ihrer Hinrichtung – die meisten wurden erhängt – wurden sie zu Taten gezwungen, die einen Verlust ihrer Kaste oder ihrer religiösen Reinheit zur Folge hatten. Es sind mehrere Fälle überliefert, nach denen Sepoys von britischen Soldaten gezwungen wurden, vor ihrer Hinrichtung den blutverschmierten Boden im Bibighar abzulecken.

## Zeitgenössische Schriften zu Bibighar
Das Massaker von Bibighar gilt als eines der Ereignisse während des indischen Aufstands, die für die britische Öffentlichkeit eine traumatische Bedeutung annahmen. Frauen und Kinder waren nach zeitgenössischer britischer Vorstellung besonders schutzwürdig. Die Tatsache, dass diejenigen, die die Leichen im Brunnen gesehen hatten, diese als nackt beschrieben, wurde gleichgesetzt mit einer Vergewaltigung und Schändung der Frauen. Diejenigen, die darauf hinwiesen, dass die Entkleidung und Zerstückelung der im Bibighar Inhaftierten erst nach deren Tod geschah, galten als naive Verteidiger brutaler Schlächter. Die Hinrichtung der wehrlosen Personen im Bibighar nahm deshalb häufig eine besondere Rolle ein. So wurde mit Hinweis auf das Massaker im Bibighar von britischen Zeitgenossen die vollständige Zerstörung von Delhi und die Hinrichtung aller, die in irgendeiner Weise mit dem Verbrechen assoziiert waren, gefordert. Die zeitgenössischen Beschreibungen und Darstellungen sind häufig für das Viktorianische Zeitalter ungewöhnlich blutrünstig. Christopher Herbert nennt sie sogar halbpornographisch, weil sie sehr detailliert auch Vergewaltigungen oder Misshandlungen von Frauen darstellten. Zu den wenigen objektiveren Darstellungen zählt die Monographie „Cawnpore“ von Sir George Trevelyan aus dem Jahre 1865.

## Einzelbelege
1. ↑   Dalrymple, S. 303
2. ↑   Herbert, S. 62
3. ↑   Hibbert, S. 207
4. ↑   Ward, S. 428
5. ↑   Herbert, S. 155
6. ↑   Ward, S. 436
7. ↑   Dalrymple, S. 303
8. ↑   Herbert, S. 182